# Malmö FBC
Malmö Floorball Club, eller Malmö FBC, är en innebandyförening från Malmö med sitt fäste i stadsdelen Kirseberg. Man har under åren i slutet på 2000-talet gått från en relativt anonym tillvaro till att vara en förening på frammarsch; både på det organisatoriska och resultatmässiga planet. Man är i dagsläget den ledande innebandyföreningen i Malmö Stad.
Malmö FBC bildades genom att IK Stanstads herrlag bytte namn och flyttade verksamheten till Malmö efter ett beslut taget på ett extra årsmöte. Inför säsongen 2008/09 valde enlagsföreningen Malmö FBC att fusionera med Kirsebergsklubben IBF Backalirarna. Första ordförande för den nystartade klubben blev Peter Hansson, med ett förflutet som ordförande i just Backalirarna. Detta skedde den 25 mars 2008. Nuvarande ordförande är Henrik Mainz.
Malmö FBC spelar i magentafärgade tröjor, vita shorts och vita strumpor. Seniorlagen har helvita bortaställ medan ungdomslagen har helsvarta. Hemmamatcher spelas på Kirsebergs Sporthall (kapacitet 320 personer), bortsett från herr- och damlag som spelar i Baltiska hallen (kapacitet 4 000), då Svenska Innebandyförbundets reglemente kräver detta. Publikrekordet kommer från herrlagets möte mot SödraDal 2008/2009, då 1 460 åskådare närvarade.
Föreningen har under sina tio säsonger vunnit sju SM-medaljer på junior- och ungdomssidan; SM-Guld för Damjuniorer 18 2011/12 och 2013/14, Flickor 16 2011/12 och Flickor 16 2012/13, SM-Silver för Pojkar 16 2008/09 och Damjuniorer 2012/13 samt SM-brons Damjuniorer 2014/15. Dessutom har man vunnit Newbody Cup (inofficiella SM för 13–15-åringar) för Flickor 15 både 2010/11 och 2011/2012.
Ellen Rasmussen blev 2017 världsmästare när hon representerade Sverige vid VM i Bratislava och tog därmed VM-guld som första spelare från Malmö någonsin. I detta VM spelade även Cecilia Di Nardo, som representant för Danmark. Övriga spelare med landskamper för Sverige på seniornivå är Beverly Smedenäs och Johanna Nilsson. Vid VM 2019 i Neuchatel i Schweiz hade Malmö FBC med sex representanter i fyra olika landslag. I det svenska guldlaget fanns Ellen Rasmussen, i det Schweiziska silverlaget spelade Andrea Gämperli, i det Tjeckiska laget spelade Tereza Urbánková och i det Danska laget spelade Cecilia Di Nardo, Klara Fjorder och Martina Mörch.
Vid Damjunior-VM 2018, fick Malmö-spelaren Madeleine Karlsson höja bucklan som kapten för Sveriges guldlag. Vid Damjunior-VM 2014 spelade Malmö FBC:s Ellen Rasmussen och Marlene Lennartsson i Sveriges guldlag, där även Ellen vann den totala poängligan. Vid Damjunior-VM 2012 spelade Malmö FBC:s Therese Linde och Beverly Smedenäs i det svenska bronslaget. Övriga spelare med landskamper på juniornivå är Ellenor Bengtsson Wester, Josefine Keller, Frida Mainz Ohlsson och Maja Ekström på tjejsidan och Christoffer Andersson, Robin Crantz, Magnus Dahlström, Oscar Sundgren och Daniel Åkesson på killsidan. 
Ellen Rasmussen blev säsongen 15/16 utsedd till Årets Rookie i SSL under klubbens debutsäsong i högsta serien. Årets damspelare i Skåne har fem av de sex senaste säsongerna kommit från Malmö FBC, 13/14 Ellen Rasmussen, 14/15 Johanna Nilsson, 15/16 Ellen Rasmussen, 17/18 Ellen Rasmussen och 18/19 Ellen Rasmussen.
Säsongen 2023/24 spelar föreningens damlag i högsta serien, Svenska Superligan (SSL) medan herrlaget håller till i Division 1. Damlaget gör sin nionde säsong i högsta serien och har gått till slutspel sex gånger men har aldrig tagit sig förbi kvartsfinal. 